# Manettia coerulea
Manettia coerulea é uma espécie de dicotiledónea pertencente à família Rubiaceae, descrita em 1971.